# Lista de povos indígenas na América por país e população
Lista dos povos indígenas nas Américas por país e população (Acima de 10.000 pessoas). De acordo com os censos nacionais e órgãos indigenistas de cada país.
| Etnia                                                             | POP.      | País           | FONTE             |
| Quéchua andino                                                    | 3.360.331 | Peru           | INEI 2007 ENDEPA  |
| Nahuatl                                                           | 2.445.969 | México         | INI 1995          |
| Maya                                                              | 1.475.575 | México         | INI 1995          |
| Quechua                                                           | 1.281.116 | Bolívia        | CENSO 2012        |
| Aymara                                                            | 1.191.352 | Bolívia        | CENSO 2012        |
| K´iche´                                                           | 1.160.017 | Guatemala      | CENSO 2002        |
| Americano indígena ou tribos nativas do alasca. Não especificado. | 1.056.457 | Estados Unidos | CENSUS 2000       |
| Zapoteco                                                          | 777.253   | México         | INI 1995          |
| Kaqchikel                                                         | 760.855   | Guatemala      | CENSO 2002        |
| Q´eqchi´                                                          | 755.532   | Guatemala      | CENSO 2002        |
| Cherokee                                                          | 729.533   | Estados Unidos | CENSUS 2000       |
| Mixteco                                                           | 726.601   | México         | INI 1995          |
| Otomí                                                             | 646.875   | México         | INI 1995          |
| Quichua andino                                                    | 605.162   | Equador        |                   |
| Mapuche                                                           | 604.349   | Chile          | (CENSO DE 2002)   |
| Mam                                                               | 560.511   | Guatemala      | CENSO 2002        |
| Aymara                                                            | 443.248   | Peru           | INEI 2007 ENDEPA  |
| Wayuu/guajiro                                                     | 413.437   | Venezuela      | INE 2011          |
| Totonaca                                                          | 411.266   | México         | INI 1995          |
| Tzotzil                                                           | 406.962   | México         | INI 1995          |
| Tzeltal                                                           | 384.074   | México         | INI 1995          |
| Outras tribos nativas da América.                                 | 357.658   | Estados Unidos | CENSUS 2000       |
| Mazahua                                                           | 326.660   | México         | INI 1995          |
| Mazateco                                                          | 305.836   | México         | INI 1995          |
| Navajo                                                            | 298.197   | Estados Unidos | CENSUS 2000       |
| Huasteco                                                          | 226.447   | México         | INI 1995          |
| Choles                                                            | 220.978   | México         | INI 1995          |
| Mapuche                                                           | 205.009   | Argentina      | CENSO 2010        |
| Purépecha                                                         | 202.884   | México         | INI 1995          |
| Não especificado                                                  | 202.597   | México         | INI 1995          |
| Chinanteco                                                        | 201.201   | México         | INI 1995          |
| Tribo indígena americana. Não especificado.                       | 195.902   | Estados Unidos | CENSUS 2000       |
| Indígenas latino americanos                                       | 180.940   | Estados Unidos | CENSUS 2000       |
| Mixe                                                              | 168.935   | México         | INI 1995          |
| Choctaw                                                           | 158.774   | Estados Unidos | CENSUS 2000       |
| Sioux                                                             | 153.360   | Estados Unidos | CENSUS 2000       |
| Chippewa                                                          | 149.669   | Estados Unidos | CENSUS 2000       |
| Q’anjob’al                                                        | 143.396   | Guatemala      | CENSO 2002        |
| Tlapasnek                                                         | 140.254   | México         | INI 1995          |
| Toba                                                              | 126.967   | Argentina      | CENSO 2010        |
| Quichua amazónico                                                 | 122.882   | Equador        |                   |
| Tarahumara                                                        | 121.835   | México         | INI 1995          |
| Guaraní                                                           | 105.907   | Argentina      | CENSO 2010        |
| Poqomchi’                                                         | 102.075   | Guatemala      | CENSO 2002        |
| Apache                                                            | 96.833    | Estados Unidos | CENSUS 2000       |
| Achi’                                                             | 96.178    | Guatemala      | CENSO 2002        |
| Mayo                                                              | 91.261    | México         | INI 1995          |
| Ashaninka                                                         | 88.703    | Peru           | INEI 2007 ENDEPA  |
| Chiquitano                                                        | 87.885    | Bolívia        | CENSO 2012        |
| Zoque                                                             | 86.589    | México         | INI 1995          |
| Blackfeet                                                         | 85.750    | Estados Unidos | CENSUS 2000       |
| Guarani                                                           | 85.255    | Brasil         | ISA 2014          |
| Ixil el                                                           | 84.911    | Guatemala      | CENSO 2002        |
| Iroquois                                                          | 80.822    | Estados Unidos | CENSUS 2000       |
| Shuar                                                             | 79.709    | Equador        |                   |
| Chontal de tabasco                                                | 79.438    | México         | INI 1995          |
| Pueblo                                                            | 74.085    | Estados Unidos | CENSUS 2000       |
| Tz’utujil                                                         | 72.344    | Guatemala      | CENSO 2002        |
| Creek                                                             | 71.310    | Estados Unidos | CENSUS 2000       |
| Diaguita                                                          | 67.410    | Argentina      | CENSO 2010        |
| Kolla                                                             | 65.066    | Argentina      | CENSO 2010        |
| Popoluca                                                          | 62.306    | México         | INI 1995          |
| Chatino                                                           | 60.003    | México         | INI 1995          |
| Guaraní o chiriguano (ava, simba e isoceño)                       | 58.990    | Bolívia        | CENSO 2012        |
| Chuj                                                              | 58.022    | Guatemala      | CENSO 2002        |
| Lumbee                                                            | 57.868    | Estados Unidos | CENSUS 2000       |
| Amuzgo                                                            | 57.666    | México         | INI 1995          |
| Quechua                                                           | 55.493    | Argentina      | CENSO 2010        |
| Aguaruna (aguajun)                                                | 55.366    | Peru           | INEI 2007 ENDEPA  |
| Eskimo                                                            | 54.761    | Estados Unidos | CENSUS 2000       |
| Tojolabal                                                         | 54.505    | México         | INI 1995          |
| Ticuna                                                            | 53.544    | Brasil         | ISA 2014          |
| Wichí                                                             | 50.419    | Argentina      | CENSO 2010        |
| Warao                                                             | 48.771    | Venezuela      | INE 2011          |
| Aymara                                                            | 48.501    | Chile          | (CENSO DE 2002)   |
| Kaingang                                                          | 45.620    | Brasil         | ISA 2014          |
| Huichol                                                           | 43.929    | México         | INI 1995          |
| Jakalteka                                                         | 42.871    | Guatemala      | CENSO 2002        |
| Ch’orti’                                                          | 41.418    | Guatemala      | CENSO 2002        |
| Poqomam                                                           | 38.653    | Guatemala      | CENSO 2002        |
| Chickasaw                                                         | 38.351    | Estados Unidos | CENSUS 2000       |
| Tepehuano                                                         | 37.548    | México         | INI 1995          |
| Akateka                                                           | 35.677    | Guatemala      | CENSO 2002        |
| Chalchiteka                                                       | 35.000    | Guatemala      | CENSO 2002        |
| Comechingón                                                       | 34.546    | Argentina      | CENSO 2010        |
| Huarpe                                                            | 34.279    | Argentina      | CENSO 2010        |
| Kariña                                                            | 33.824    | Venezuela      | INE 2011          |
| Macuxi                                                            | 33.603    | Brasil         | ISA 2014          |
| Mojeño                                                            | 31.078    | Bolívia        | CENSO 2012        |
| Pemón (arekuna, kamarakoto, taurepán)                             | 30.148    | Venezuela      | INE 2011          |
| Triqui                                                            | 29.018    | México         | INI 1995          |
| Tehuelche                                                         | 27.813    | Argentina      | CENSO 2010        |
| Guajajara                                                         | 27.616    | Brasil         | ISA 2014          |
| Seminole                                                          | 27.431    | Estados Unidos | CENSUS 2000       |
| Popoloca                                                          | 26.249    | México         | INI 1995          |
| Terena                                                            | 26.065    | Brasil         | ISA 2014          |
| Potawatomi                                                        | 25.595    | Estados Unidos | CENSUS 2000       |
| Cora                                                              | 24.390    | México         | INI 1995          |
| Jivi/guajibo/s ikwani                                             | 23.953    | Venezuela      | INE 2011          |
| Mame                                                              | 23.812    | México         | INI 1995          |
| Yanomami                                                          | 23.512    | Brasil         | ISA 2014          |
| Yaqui                                                             | 23.411    | México         | INI 1995          |
| Cuicateco                                                         | 22.984    | México         | INI 1995          |
| Shipibo-conibo                                                    | 22.517    | Peru           | INEI 2007 ENDEPA  |
| Mocoví                                                            | 22.439    | Argentina      | CENSO 2010        |
| Yaqui                                                             | 22.412    | Estados Unidos | CENSUS 2000       |
| Tlingit-haida                                                     | 22.365    | Estados Unidos | CENSUS 2000       |
| Pampa                                                             | 22.020    | Argentina      | CENSO 2010        |
| Chayahuita                                                        | 21.424    | Peru           | INEI 2007 ENDEPA  |
| Mbyás                                                             | 21.422    | Paraguai       | CENSO 2012        |
| Atacameño                                                         | 21.015    | Chile          | (CENSO DE 2002)   |
| Kumanagoto                                                        | 20.876    | Venezuela      | INE 2011          |
| Aymara                                                            | 20.822    | Argentina      | CENSO 2010        |
| Añú/paraujano                                                     | 20.814    | Venezuela      | INE 2011          |
| Huave                                                             | 20.528    | México         | INI 1995          |
| Tohono o'odham                                                    | 20.087    | Estados Unidos | CENSUS 2000       |
| Comanche                                                          | 19.376    | Estados Unidos | CENSUS 2000       |
| Piaroa                                                            | 19.293    | Venezuela      | INE 2011          |
| Quichua                                                           | 19.118    | Peru           | INEI 2007 ENDEPA  |
| Alaskan athabaskans                                               | 18.838    | Estados Unidos | CENSUS 2000       |
| Potiguara                                                         | 18.445    | Brasil         | ISA 2014          |
| Xavante                                                           | 18.380    | Brasil         | ISA 2014          |
| Mura                                                              | 18.328    | Brasil         | ISA 2014          |
| Cheyenne                                                          | 18.204    | Estados Unidos | CENSUS 2000       |
| Ava guaraní                                                       | 17.899    | Argentina      | CENSO 2010        |
| Avá guaraní (chiripá o avakatueté)                                | 17.697    | Paraguai       | CENSO 2012        |
| Aleut                                                             | 16.978    | Estados Unidos | CENSUS 2000       |
| Lamas (llacuash)                                                  | 16.929    | Peru           | INEI 2007 ENDEPA  |
| Nivaclés (o chulupíes)                                            | 16.350    | Paraguai       | CENSO 2012        |
| Delaware (lenape)                                                 | 16.341    | Estados Unidos | CENSUS 2000       |
| Tepehua                                                           | 16.051    | México         | INI 1995          |
| Osage                                                             | 15.897    | Estados Unidos | CENSUS 2000       |
| No declarado 1/                                                   | 15.236    | Venezuela      | INE 2011          |
| Paí tavyterás (llamados kaiowás en el bbrasil)                    | 15.097    | Paraguai       | CENSO 2012        |
| Rankulche                                                         | 14.860    | Argentina      | CENSO 2010        |
| Xinka santa                                                       | 14.794    | Guatemala      | CENSO 2002        |
| Charrúa                                                           | 14.649    | Argentina      | CENSO 2010        |
| Puget sound salish                                                | 14.631    | Estados Unidos | CENSUS 2000       |
| Kokama                                                            | 14.314    | Brasil         | ISA 2014          |
| Atacama                                                           | 13.936    | Argentina      | CENSO 2010        |
| Munduruku                                                         | 13.755    | Brasil         | ISA 2014          |
| Guarayo                                                           | 13.621    | Bolívia        | CENSO 2012        |
| Paiute                                                            | 13.532    | Estados Unidos | CENSUS 2000       |
| Crow                                                              | 13.394    | Estados Unidos | CENSUS 2000       |
| Sateré mawé                                                       | 13.350    | Brasil         | ISA 2014          |
| Chaima                                                            | 13.217    | Venezuela      | INE 2011          |
| Kanjobal                                                          | 12.974    | México         | INI 1995          |
| Chontal de oaxaca                                                 | 12.663    | México         | INI 1995          |
| Pame                                                              | 12.572    | México         | INI 1995          |
| Pataxó                                                            | 12.326    | Brasil         | ISA 2014          |
| Kiowa                                                             | 12.242    | Estados Unidos | CENSUS 2000       |
| Movima                                                            | 12.213    | Bolívia        | CENSO 2012        |
| Shoshone                                                          | 12.026    | Estados Unidos | CENSUS 2000       |
| Mebêngôkre kayapó                                                 | 11.675    | Brasil         | ISA 2014          |
| Pima                                                              | 11.493    | Estados Unidos | CENSUS 2000       |
| Baré                                                              | 11.472    | Brasil         | ISA 2014          |
| Cocama-cocamilla                                                  | 11.307    | Peru           | INEI 2007 ENDEPA  |
| Matsiguenga                                                       | 11.279    | Peru           | INEI 2007 ENDEPA  |
| Tacana                                                            | 11.173    | Bolívia        | CENSO 2012        |
| Achual                                                            | 10.919    | Peru           | INEI 2007 ENDEPA  |
| Yakama                                                            | 10.851    | Estados Unidos | CENSUS 2000       |
| Huni kuin                                                         | 10.818    | Brasil         | ISA 2014          |
| Ottawa                                                            | 10.677    | Estados Unidos | CENSUS 2000       |
| Yukpa                                                             | 10.640    | Venezuela      | INE 2011          |
| Ute                                                               | 10.385    | Estados Unidos | CENSUS 2000       |
| Itonama                                                           | 10.275    | Bolivia        | CENSO 2012        |
| Chachi                                                            | 10.222    | Equador        |                   |
| Huambisa                                                          | 10.163    | Peru           | INEI 2007 ENDEPA  |
| Awakateka                                                         | 10.108    | Guatemala      | CENSO 2002        |
| Tapebas                                                           | 6.600     | Brasil         | FUNASA, 2010      |
| Tremembés                                                         | 3.662     | Brasil         | Siasi/Sesai, 2014 |

Fonte: <https://web.archive.org/web/20170612010156/http://www.proeibandes.org/atlas/>
Brasil: <www.institutosocioambiental.org.br>